# Владимир Полеганов
Владимир Христов Полеганов е български писател, сценарист и преводач от английски език. Автор е на сборника с разкази „Деконструкцията на Томас С.“ и романа „Другият сън“, за който печели литературна награда „Хеликон“ през 2017 година.

## Творчество

### „Деконструкцията на Томас С.“
Дебютният сборник разкази на Полеганов е публикуван от Университетско издателство „Св. Климент Охридски“ през 2013 година. В рецензия на литературния блог Под линия се отбелязва, че творбата „... започва по начин, който да предразположи към дълбочина на мисълта още с първия разказ „Птиците“... Това е книга, която може да бъде неразбрана и недооценена от някои читатели“. Писателката Яница Радева също анализира книгата с думите, че „книгата помества между страниците освен лудостта, белязването, раната, също и Библиотеката, другото изключително силно символно натоварено място. Това е фентъзи, но не съвсем“. През 2015 г. „Птиците“ е включен в антологията „Best European Fiction“ на издателство Dalkey Archive Press. Разказът „Кладенецът“ печели втора награда на Националния конкурс за къс разказ „Рашко Сугарев“.

### „Другият сън“
Романът е публикуван през 2016 година от Колибри (издателство). Според Chronicle.bg „Действието се развива в близкото бъдеще, когато все повече разчитаме на технологиите за всичко в живота си. Разказът се води така, сякаш четящият е наясно с начина, по който се развива всекидневието в този нов свят и всичко се подрежда като пъзел – парче по парче, което читателят трябва да прецени къде да сложи. Специфична характеристика на романа на Владимир Полеганов е липсата на абзаци – читателят потъва в потока от мислите на героя, като постепенно навлиза в неговия странен свят, проследява лутанията на паметта му и опитите да конструира от хаоса реалност“. В литературния блог „Книги безкрай“ авторът пише, че „...„Другият сън“ е от книгите, които не прочиташ, просто заради самия акт на четене. Тя иска от теб да се настаниш удобно и да не мислиш колко е часът и колко време остава до следващия ти ангажимент. Изнудва те и ти се дърпа като опърничава тинейджърка – може да ти покаже колко прекрасен е светът, но само ако ти ѝ отдадеш цялото си внимание“. Според ревюто на Anna Hell's Fantasy Place „Другият сън е модерен роман, сложна структура, не особено леко позициониран текст, като блок от странен по твърдостта си камък, с гравирани повече от непознати символи по повърхността му, четими само с ниво на сетивност от свръхчувствителност нагоре. Историята е вдъхновяващо различна, наполовина изключителен по мащаба си фантастичен роман за вселените вътре и около нас, достъпни само на една мисъл разстояние, и наполовина фикция на личността, пътуване в тъмните кътчета на душата, затворени зад дебели врати от сюрреализъм, криещи есенцията на творческата лудост и способност за виждане на допълнителни измерения в привидно плътната и уж стабилна реалност“.

## Преводи
Сред книгите, преведени от Полеганов от английски на български език са два от романите на Томас Пинчън – „На ръба на света“ и „Вроден порок“; „Линкълн в Бардо“ – първият публикуван на български роман на Джордж Сондърс, за който печели награда на Съюз на преводачите в България. Сред преводите му на английски език е романът на Николай Йорданов „Не казвай на мама“.

## Сценарист
Владимир Полеганов е сценарист в третия сезон на сериала на Българска национална телевизия „Под прикритие“ и на телевизионните предавания „Шоуто на Денис и приятели“ и „Шоуто на Николаос Цитиридис“.